# Junkhead
Junkhead é a sétima faixa do álbum de 1992, Dirt, da banda norte-americana grunge Alice in Chains. É a canção que começou a polêmica e especulações sobre o vício em heroína do vocalista Layne Staley, devido ao seu conteúdo expressamente aberto sobre o vício.
Jerry Cantrell sobre a canção, no livro "Guitar World Presents Nirvana and the Grunge Revolution":
| “ | "Junkhead" is a pretty blatant song - it sounds like we're flying the flag for drug use. But the whole point is that a lot of people believe it's great to go out and get fucked up; they reflect the attitude of somebody who's partying and using. | ” |